# 小川とゆかいな斎藤たち
『小川とゆかいな斎藤たち』（おがわとゆかいなさいとうたち）は、茶匡による少女漫画作品。単行本は全9巻。

## 概要
「なかよしラブリー」（講談社）2006年春の号から同年秋の号まで3回シリーズで連載された後、「なかよし」（講談社）2007年2月号から2009年9月号まで連載された。なお、同誌2009年5月号から同年8月号までは休載している。その後「なかよしラブリー」2010年冬の号から2011年秋の号(「なかよしラブリー」最終号)まで連載された。
第1話は読切扱いだったが、その後増刊枠から本誌連載へと移行した。2009年9月号をもって「なかよし」本誌での連載は終了、再び「なかよしラブリー」での連載に移行したが、その「なかよしラブリー」と命運を共にした。
基本的にはシチュエーション・コメディだが、気弱でいじめを受けていたヒロインが、さらに嫌われ者である3人と出会うことで、彼らとともに自己実現を果たしていく物語でもある。

## あらすじ
「パシリの小川」こと小川里央は、成田むつみたち（通称・極悪ツインテール軍団）によってパシリにされ、校内アンケート「パシられてる人」「ドジな人」「ヘタレな人」「逃げ足がはやい人」「いつもあやまってる人」「びくびくしてる人」「泣き虫な人」「友だちがいなさそうな人」の部門で1位になってしまった。同じく「こわい人」部門で同率1位だった3人はいずれも斎藤姓で、「恐怖の斎藤三人衆」と呼ばれている。
極悪ツインテール軍団の命令で小川は斎藤たちに絡んでしまったが、校内アンケート「友だちいなそうな人」同率1位の4人が揃ったのをきっかけに、協力して状況を改善しようということになる。斎藤三人衆とチームを組んだことで小川への直接的ないじめは止んだが、こんどは陰口を言われるようになってしまう。自分だけではなく斎藤たちまで侮辱されたとき、初めてツインテール軍団に反抗する小川。
「恐怖の斎藤三人衆」と呼ばれる3人と、パシリの小川が繰り広げる、ほのぼの友情系ストーリー。

## 登場人物

### 主要人物
小川 里央（おがわ りお）
主人公。私立大江第一中学校の2年生。身長145cm。2月21日生まれ。A型。
黒髪のセミショートで前髪を切り揃えていて、後ろ髪がウルフカット。特徴的なアホ毛がある。ペット禁止のマンションに住んでいる。
小柄で可愛らしいがかなりの天然で鈍感、普段は控えめでドジ。実際は努力家で芯が強く、斎藤達の悪口を言った成田達を怒鳴り、大喜をバカにした中新田をはたくなど、しっかりした面も見せる。
料理が得意で斎藤達の弁当やおやつを作っていて、夢は自分の喫茶店を持つこと。運動は苦手で普段も機敏な動きをするのは難しいようだが、一度保茂の薬で動きが速くなった事がある。
家族は両親と兄、病院嫌いな父方の祖父母がいて、全員にアホ毛がある。祖父母の家にはジョルジュという凶暴な犬がいる。
ドラマ「道子」のファンで、ドラマの事を話し出したら一晩では足りないほど。
パシリを受けているときは気弱で泣き虫だったが、現在は自分の意見を主張できるようになった。マイナスイオンを無意識に発散する事があり、斎藤たちはこれに弱い。
大喜、仲良、保茂に想いを寄せられているが気付いていない。大切な友達だと思っている。度々暴走しがちな斎藤達を止めることの出来る数少ない人物であり、彼らの良き理解者でもある。斎藤達によく告白されるが、なぜか告白の部分だけ聞こえていない為に気持ちは通じていない。
サンタの存在を信じている。
初期設定では、外見での相違点は髪がストレートヘアで身長148cmだった。初期プロットでは、名前が「理央」で髪がロングヘア。

#### 恐怖の斎藤三人衆
「こわい人」部門で同率1位の斎藤姓を持つ3人。3人とも抜け駆けは禁止という暗黙の了解があり、小川が他の男子に言い寄られたりすると斉藤達は烈火の如く怒り、引き離そうとする。初期プロットでは「恐怖の斎藤三人衆」が「サタン斎藤3人衆」であった。
斎藤 大喜（さいとう だいき）
中学3年生。身長164cm 体重54kg。5月5日生まれ。B型。あだ名は「おおよろこび」（名前の読み間違いから）。金髪・ピアスでナルシストのヤンキー。金髪にしている理由は、彼が10歳の時に見ていたヒーローアニメ「平和戦士キンパツマン」の影響。髪は毎朝セットに1時間費やし、セットしていないとやや幼く見える。
短気だが根は優しく律儀。短気な性格が災いしてか幼少期から他人に信じてもらえず小川、保茂、仲良と出会うまで「自分の人生はこんなもの」と、あきらめていたが現在はそう思っていない。トラブルメーカーだが素直に反省するところがあり、持ち前の明るさで場を盛り上げるムードメーカーでもある。
受験生だがその自覚はない。将来の夢は歌手になることなのだが歌唱力は無い。小川に好意を寄せている。
初期設定は外見にいくらか違いがあり、ピアスが両耳に3つずつ（現在は1つ）、身長は165cm。また、今よりも無難な髪型をしており、作者の茶匡曰く「このまま描いていれば楽だったのに…」。初期プロットの名前は「総太（そうた）」。
斎藤 仲良（さいとう なかよし）
中学2年生。身長175cm 体重62kg。9月2日生まれ。O型。小川と同じクラス。あだ名はなく、そのまま「なかよし」と呼ばれる。常にジャージ姿で、大柄で怪力。前髪がかなり長い。
感情を表に出さないが、笑うと怖がられる（大喜曰く「妖怪」みたい）。怪力で缶を簡単に潰し、壁に大穴を開けるほどのもの。常にローテンションで「……」のつく話し方。
運動会が好き過ぎて暴走してしまうため、参加は自粛している（その姿を想像した小川、大喜、保茂は地獄絵図を想像した）。小川が成田の企みで急遽リレーの代走者となってしまい、成田たちに妨害され苦戦していた小川に代わり、成田たちに対する怒りからリレーに出て一人でトラック5周も走り、見事小川や斎藤達のいる白組を優勝へ導いた。
夢は父の後を継いで大工。小川と同じクラスでそれを利用して小川と二人きりになろうとする。
父が大工の腕を試したいという事で中国への引っ越し話が持ち上がるが、小川と斉藤達への思いを父にぶつけ父も納得、仲良の引っ越しは回避される。その直後に母や妹も仲良が行かないからと中国行きを拒否し、父1人だけ中国に行くことになる。
初期設定は微妙に表情があり、なぜか冷や汗を流していた。身長170cm。「ダサくてコワい男」というイメージでつくられていた。初期プロットの名前は「寛次郎（かんじろう）」。
斎藤 保茂（さいとう やすしげ）
中学1年生。身長158cm 体重50kg。11月17日生まれ。AB型。あだ名は「ほも」（名前の読み間違いから）、「メガネ」。天才肌で常に白衣を着用し、怪しげな薬品を他人に使いたがるマッドサイエンティスト。
13歳らしからぬ地に足のついた言動と理性的な性格の為、学校では浮いた存在。先輩にも敬語を使わず、大喜とケンカしつつも、お互いに助けあう。
将来は医学関係の道に進むらしく、アメリカのクリオネ博士から声がかかっている。ジュースや飲み物を三角フラスコで飲んだりすることも。卵焼きが好物で犬が苦手。ネコ科は平気だったがサーカスのライオンに噛まれたことによりネコ科もダメになってしまった。誰に対しても厳しいが、小川には多少甘い。
初期設定は現在よりもさらに13歳らしくない。口癖は「人の目を見て話したらどうなんだ」で、科学部（発明部）ただ一人の部員。初期プロットの名前は「壱（いち）」。

### 私立大江第一中学校

#### 生徒
成田 むつみ（なりた むつみ）
中学2年生。身長155cm。8月30日生まれ。B型。通称「成田チャン」。斎藤達からは「極悪ツインテール」。
小川をパシリに扱うツインテール軍団のリーダー的存在（軍団の命名も成田の髪型に由来する）だったが、「なかよし」連載分からは単独行動が多くなる。性格はとことん最悪かつわがままなステレオタイプ。ナルシストと思われる場面もある。だがスカートの上にはぜい肉が乗っている。
ドラマ「道子」のオーディションでぜい肉があったせいで落とされて、レンナが通ったためレンナを嫌っているが、ドラマ「道子」は見ている。
また経営をK，Aと書き、壊れた石像の代わりに小川と斉藤達が身代わりになっていても気付かない、小川でさえ100点が取れた英語のリスニングテストで5点を取る等、頭は良くない。小さい頃、トイレに一晩中閉じ込められた事がある為、かなりの閉所恐怖症。
新聞部所属。副部長だが最近サボり気味。新聞部部長の藤克之と手を組んで小川と斎藤たちを引き離そうとしているが、逆に斎藤達にやられて悲惨な目に遭っている。
かなり惚れっぽい性格で、優作くんや九太郎といった男子に惚れるが、いずれも振られている。男といつも一緒にいるレンナや小川のことを嫌っており、小川をパシリに使う。だが、風邪をひいた小川にコートを渡す優しい一面を持つ。
藤 克之（ふじ かつゆき）
中学3年生。身長165cm。5月15日生まれ。O型。成田の所属する新聞部の部長。納豆が嫌いな関西人（ただし関西弁でなく、標準語で喋る）で、斎藤たちには「納豆部長」と呼ばれている。成田同様、性格は最悪。
最初は斎藤達を学校から追い出す為に成田と行動していたが、現在は小川も巻き込んでいる。普通の生徒には知られていない生徒会長の悪行も知っており、手に入れた情報に上乗せして改悪記事を載せることもある。
成田に幽霊マンションの取材に行かせる無茶ブリをしたり、都合が悪くなったら、成田を切り捨てるなど人望は薄い。
宰東 レンナ（さいとう レンナ）
中学3年生。身長161cm。12月25日生まれ。B型。通称「レンナさん」。ドラマに映画、CMとマルチに活躍する超人気アイドル。性格は強気だが少し打たれ弱い面もある美少女。
小川の唯一の女友達。ある騒動で小川に励まされたことをきっかけに自分のドラマのDVDをプレゼントしたり、小川を頼っているなど彼女のことを信頼している。ある時は仕事が入っていたにもかかわらず自分は仕事を休み、代わりに小川に代役をさせ仕事に出させたことがある。ドラマではデビュードラマにして「道子」という主役を演じており、最近ではホラー映画『プールサイド…。』の主役を務めているが、ホラー映画の方を聞いた小川がショックを受ける。
サングラスに学ラン姿の厳つい親衛隊がいる。
神奈 光央（かんな みつお）
中学3年生。身長167cm。6月10日生まれ。AB型。ロン毛、タレ目、決めポーズ、決め台詞などが特徴の絵に描いたような生粋のナルシスト。大江第一中学校の生徒会長。
通称「生徒会長」。斎藤達からは「キモナルシスト」と呼ばれている。学校の人気者でモテモテ。
しかし実際は他人の手柄や名誉を横取りし、嘘によって現在の地位を手に入れた。
世間体を気にする性質で1票でも支持率が下がると激しく取り乱す。小川を陥れ自分の支持率を上げようとしたが、斉藤三人衆に殴られて顔面が腫れてしまい誰だかわからなくなった。
書記である林を道具のように扱っていたが、林がしっかりした性格になった為、前ほど勝手が出来なくなった様子。
林 結城（はやし ゆうき）
中学2年生。身長154cm。2月13日生まれ。B型。三つ編み。大江第一中学校生徒会書記。
気弱な性格で引っ込み思案だが、根はしっかりしている。生徒会長の言いなりで、まるで道具のように扱われていたが斎藤達に励まされてからはしっかりした性格になり、頼もしい人物になった。

#### 教師
千葉 流助（ちば りゅうすけ）
30歳。身長170cm。1月2日生まれ。A型。既婚者。
大江第一中学校の生徒指導教師。公平を心掛けており、偏見はない。
田嶋 正（たじま ただし）
50歳。身長173cm。6月4日生まれ。A型。ちょびひげがある。
大喜の担任をしており、斎藤達を何かと目の敵にしている。趣味は骨董品収集。100歳の父がいる。
また、この名前は単行本のおまけページのキャラ紹介コーナーに載せる為だけに考えられた。なかよしラブリーの第2話から登場している。
大江 ひろかつ（おおえ ひろかつ）
年齢不明。身長は小川より低い。7月29日生まれ。O型。通称「理事長先生」。
大江第一中学校の理事長。優しそうな小柄の老人だが、怒ると怖いらしい。理事長の家の入り口から玄関まで、尋常ではない段数の階段があり、それを登った小川と斉藤達はグロッキー状態になる。因みに理事長はエレベーターを使っている。
イベント好きでプレゼントや贈呈品に自分の髪の毛で作ったミサンガをあげたがっていたが、評判はよくなかった。

### その他
斎藤 はるこ（さいとう はるこ）
市立床宮中学校3年生。身長150cm。4月1日生まれ。AB型。長い髪を二つ結びにしている。生粋のぶりっ子キャラ。友人からは「はるりん」、「はるちゃん」などと呼ばれている。
小学校で大喜と同じクラスだった。その当時から大喜のことが好きで、色々な勘違いから両想いだと勝手に思い込んでいたが、大喜からは名前さえ覚えてもらえず、うっとうしいと思われている。大喜から「はるか」「はるひ」などと名前を間違えられている。

## 書誌情報
- 茶匡『小川とゆかいな斎藤たち』講談社〈講談社コミックスなかよし〉全9巻

1. 2007年2月6日発行、ISBN 978-4-06-364136-3（収録『なかよしラブリー』2006年春の号、夏の号、秋の号掲載/併録・読切『シャイ☆ソウル☆ダイナマイト☆』、読切（デビュー作）『乙女乱々』）
2. 2007年7月6日発行、ISBN 978-4-06-364154-7（収録『なかよし』2007年2月号 - 5月号掲載/併録・読切『願いごとをいってくれ!』）
3. 2007年12月28日発行、ISBN 978-4-06-364173-8（収録『なかよし』2007年6月号 - 10月号掲載、番外編『小川's first days』）
4. 2008年4月28日発行、ISBN 978-4-06-364207-0（収録『なかよしラブリー』2008年冬の号、『なかよし』2007年11月号 - 2008年2月号掲載）
5. 2008年8月6日発行、ISBN 978-4-06-364223-0（収録『なかよし』2008年3月号 - 7月号掲載）
6. 2008年12月27日発行、ISBN 978-4-06-364207-0（収録『なかよし』2008年9月号 - 12月号掲載、番外編『小川 in thewar?』）
7. 2009年8月6日発行、ISBN 978-4-06-364223-0（収録『なかよし』2009年1月号 - 4月号、『なかよしラブリー』2009年秋の号掲載）
8. 2010年11月5日発行、ISBN 978-4-06-364284-1（収録『なかよし』2009年9月号、『なかよしラブリー』2010年春の号、初夏の号、夏の号掲載/併録・読切『毛玉とおかしな大納言さん』）
9. 2012年4月6日発行、ISBN 978-4-06-364340-4（収録『なかよしラブリー』2011年春の号、夏の号、秋の号掲載/併録：『めろめろメリィ』）

単行本の表紙は、第1巻から第8巻まで小川と斎藤3人衆、第9巻のみその4人と成田。